# De libero arbitrio
Il De libero arbitrio διατριβή [diatribé] sive collatio per Desiderium Erasmum Roterodamum è un'opera filosofica di Erasmo da Rotterdam pubblicata nel settembre del 1524.

## Il problema del libero arbitrio
Il problema del libero arbitrio alla fine del XV secolo si era fatto pressante sotto i colpi inferti da Martin Lutero e dalle sue considerazioni sul servo arbitrio. In pratica per Lutero l'uomo non poteva nulla per ottenere la redenzione e a nulla servivano, quindi, le opere e la carità e di conseguenza la funzione mediatrice della Chiesa tra l'uomo e Dio attraverso i sacramenti.
Questa visione luterana era tipica di un clima culturale e intellettuale che segnava la fine dell'Umanesimo e il tramonto del concetto di Homo faber ipsius fortunae (Ognuno è artefice della propria sorte).
Erasmo da Rotterdam, invitato ripetutamente a prendere posizione sul Luteranesimo, si decise a scrivere questa opera per definire la sua posizione nei confronti del problema della libertà dell'uomo e quindi della sua responsabilità di fronte a Dio e del suo rapporto con la Chiesa cattolica, rivalutando nel contempo, nei confronti di quest'ultima, i valori dell'individuo.

## Il pensiero di Erasmo
La definizione di libero arbitrio su cui Erasmo costruisce il proprio discorso è quella di un «potere della volontà umana in virtù del quale l'uomo può sia applicarsi a tutto ciò che lo conduce all'eterna salvezza, sia, al contrario, allontanarsene.»
Senza voler mettere in discussione l'autorità e il valore delle Sacre Scritture, Erasmo afferma che, malgrado la sofferenza e i danni subiti a causa del peccato originale, il libero arbitrio permane ancora nell'uomo ma è offuscato e reso difficile da mettere in atto per l'immensa massa delle mancanze e per l'abitudine al peccato.
Chi afferma che il libero arbitrio, la libera volontà dell'uomo può esprimersi solo nel decidere di peccare erra così come chi crede che il libero arbitrio sia una vuota astrazione.
Chi sostiene queste tesi dimentica che sia il bene sia il male possono essere messi in atto dall'uomo solo con il consenso di Dio, che offre all'uomo la grazia affinché egli scelga il bene.

### Le Sacre Scritture confermano il libero arbitrio
Con un'argomentazione basata sulle Scritture, Erasmo dimostra la sussistenza del libero arbitrio: gli uomini vengono esortati a scegliere il bene, Dio si lamenta della rovina del suo popolo, Cristo piange su Gerusalemme apostata che lo ripudia, e la invita a seguirlo, ecc.
Se invece, come affermava Lutero, l'essere umano non avesse la facoltà di accettare o rifiutare liberamente la grazia divina che gli viene offerta, perché nelle Scritture sono presenti ammonimenti e biasimi, minacce di castighi ed elogi dell'obbedienza?
Se inoltre, come predicava Lutero, l'uomo non ha bisogno di chiese e organi intermediari tra sé e Dio, ma è l'unico sacerdote di se stesso, come si concilia questa supposta autonomia con la sua assoluta impossibilità di scelta in ambito morale?

### L'intervento decisivo della Grazia
In ogni azione umana noi possiamo distinguere tre fasi: l'inizio, lo sviluppo e l'esito finale: la Grazia è essenziale nella prima e nell'ultima fase, quando cioè ispira la volontà dell'uomo al bene (l'inizio) e gli consente di realizzarlo (l'esito finale): tutta la parte che riguarda la messa in opera dell'azione (lo sviluppo) vede l'intervento del libero arbitrio dell'uomo che liberamente mette in atto la sua volontà.
Così le due cause – la grazia di Dio e la volontà umana – dell'azione concorrono allo stesso tempo e a una stessa opera indivisibile, anche se tra le due la causa principale è la Grazia, che da sola potrebbe mettere in atto l'azione.
Particolarmente incisivo è l'esempio che Erasmo presenta per supportare la sua soluzione, quello del padre e del figlio che vuole cogliere un frutto: il padre alza nelle sue braccia il figlio che ancora non sa camminare, che cade e che fa degli sforzi disordinati; gli mostra un frutto posato davanti a lui; il bambino vuole correre a prenderlo, ma la sua debolezza è tale che cadrebbe se il padre non lo sostenesse e guidasse.
È quindi solo grazie alla conduzione del padre (la Grazia di Dio) che il bambino arriva al frutto che sempre suo padre gli offre; ma il bambino non sarebbe riuscito ad alzarsi se il padre non l'avesse sostenuto, non avrebbe visto il frutto se il padre non glielo avesse mostrato, non sarebbe potuto avanzare senza la guida del padre, non avrebbe potuto prendere il frutto se il padre non glielo avesse concesso.
Cosa potrà arrogarsi il bambino come sua autonoma azione? Anche se non avrebbe potuto compiere nulla con le sue forze senza la Grazia, ha purtuttavia fatto qualcosa.